# Caslino d’Erba
Caslino d’Erba ist eine Gemeinde in der italienischen Provinz Como in der Region Lombardei. 

## Lage und Einwohner
Die Gemeinde Caslino d’Erba liegt 17 Kilometer nordöstlich von der Provinzhauptstadt Como und hat 1667 Einwohner (Stand 31. Dezember 2023). 
Die Nachbargemeinden sind Asso, Caglio, Canzo, Castelmarte, Erba, Faggeto Lario, Ponte Lambro und Rezzago.

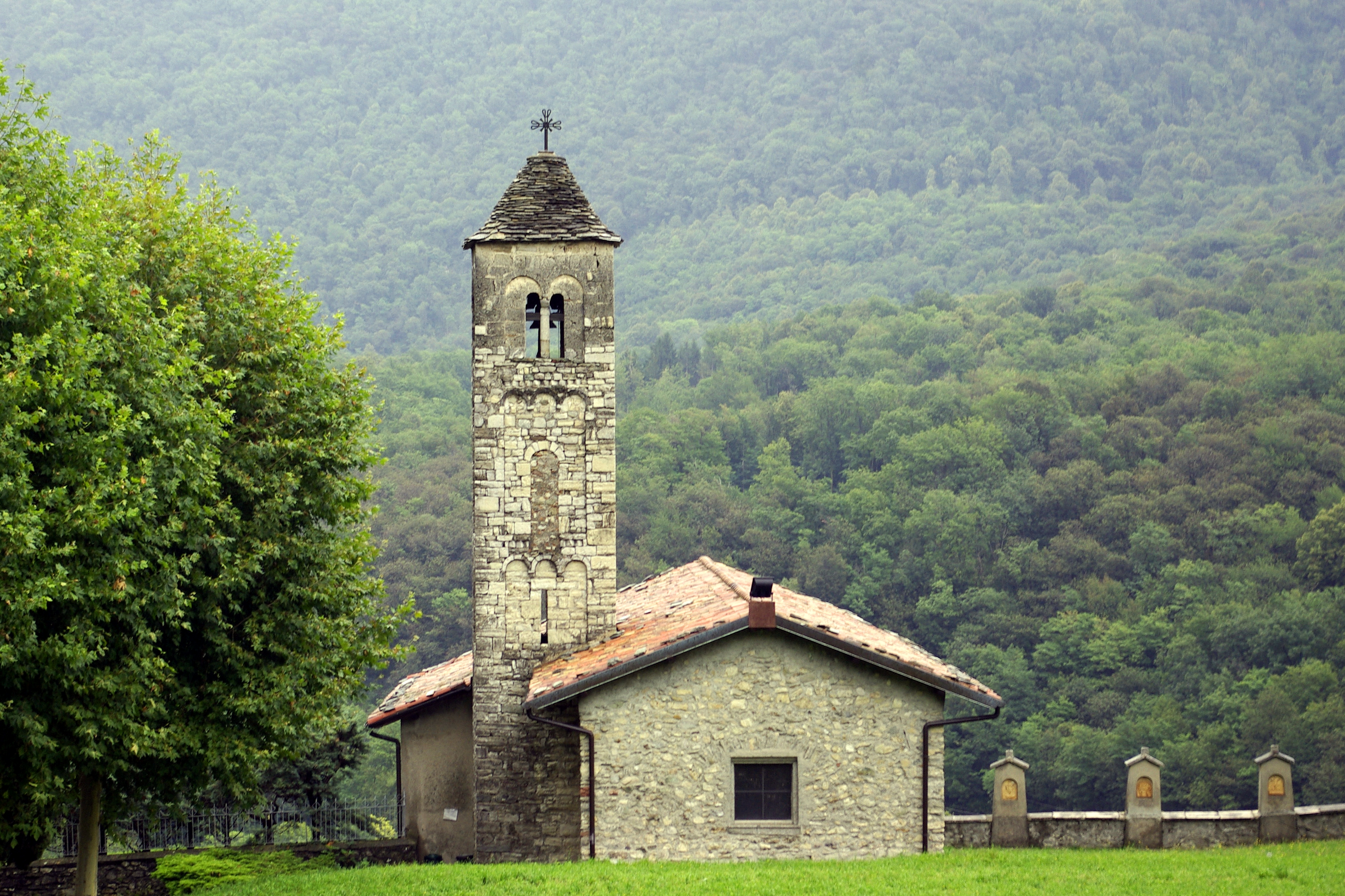
Kirche San Calogero

## Sehenswürdigkeiten
- Pfarrkirche Sant’Ambrogio[2]
- Wallfahrtskirche Madonna di San Calogero[3]
- Mittelalterlicher Turm Ca’ Piria[4]